# رينكهال
رينكهال (الاسم العلمي: Hemachatus haemachatus) وتعرف أيضاً باسم جرسيات الرأس (بالإنجليزية: Rinkhals)‏ وتعرف أيضاً باسم الناشر المنقط جرسي العنق أو الكوبرا المنقطة جرسية العنق (بالإنجليزية: ring-necked spitting cobra)‏ هو نوع من الأحفاث السامة، على الرغم أنه يُعرف بالناشر (الكوبرا) إلا أنها ليس من النواشر، توجد في مناطق إفريقيا الجنوبية من جنوب إفريقيا وليسوتو وإسواتيني وفي الحدود مع زيمبابوي وموزمبيق،  تُراوِح طولها بين 90 و110 سم وغالباً ما تكون باللون الأسود، تتغذى هذه الثعابين على الفئران والضفادع.